# Павлов, Семён Никифорович
Семён Никифорович Павлов (1899—1952) — народный комиссар внутренних дел Киргизской АССР, генерал-майор (1945).

## Биография
Родился в семье мелкого торговца. Образование получил в сельской школе. Также впоследствии окончил Академию механизации и моторизации РККА и Высшую пограничную школу ОГПУ. В 1918 являлся бойцом самообороны местечка Макарово Киевской губернии. В органах государственной безопасности с 1919. Служил на Украине, в Молдавии, Белоруссии, Туле, Киргизии. Член ВКП(б). С 1945 по 1946 начальник Управления НКГБ (МГБ) по Ярославской области. До 1948 года заместитель начальника Управления МГБ по Сталинградской области. В 1948 уволен в запас. 

### Звания
- майор ГБ;
- комиссар ГБ, 14.02.1943;
- генерал-майор, 09.07.1945.

### Награды
Награждён орденами Ленина, Красного Знамени, «Знак Почёта», медалями СССР, знаком «Заслуженный работник НКВД», именным оружием.